# Grip: Combat Racing
Grip : Combat Racing , souvent abrégé en Grip , est un jeu vidéo de course développé par le studio canadien Caged Element et édité par Wired Productions pour Microsoft Windows , PlayStation 4 , Xbox One et Nintendo Switch . Il a été publié pour les quatre plates-formes le 6 novembre 2018. 
Grip est le successeur spirituel de Rollcage , selon Rock, Paper, Shotgun .

## Modes de jeu
Le jeu propose 5 modes de course et 2 modes supplémentaires :
- Course
  - Classic Race - Le mode de course principal, avec des bonus, où le premier coureur à franchir la ligne d'arrivée gagne.
  - Ultimate Race - Un mode dans lequel les points sont marqués en fonction de l'attaque des adversaires avec des armes.
  - Course d'élimination - Un mode de course dans lequel le coureur en dernière place est éliminé toutes les 30 secondes.
  - Speed Demon - Un mode de course avec des bonus et des armes désactivés.
  - Contre-la-montre - Un mode dans lequel un seul joueur tente de gagner le temps le plus rapide sur une piste donnée.
- Arena - Un mode défini sur des pistes d'arène uniques dans le but de détruire les adversaires.
- Carkour - Un mode solo sur des pistes uniques de style parcours d'obstacles, dans le but d'atteindre la ligne d'arrivée.

## Équipe de développement
Deux des membres de l'équipe, Rober Baker et David Perryman, appartenaient à Attention to Detail, ancien développeur ayant déjà travaillé sur Rollcage. 

## Bande-son
La bande-son a été composée par des musiciens, comme Dom & Roland, Technical Itch, ou encore Sol Invicto. Les deux premiers cités étaient déjà présents sur Rollcage Stage II.